# Antonio Righetti
Antonio Righetti, noto anche con lo pseudonimo di Rigo (Modena, 5 gennaio 1964), è un cantante e bassista italiano, già membro dei Rocking Chairs, in seguito collaboratore di Luciano Ligabue ed altri musicisti e infine solista.

## Biografia
Dopo la classica gavetta, Righetti nel 1986 entra a far parte del gruppo reggiano dei Rocking Chairs, con i quali incide 4 album: New Egypt (1987), Freedom Rain (1989), No Sad Goodbyes (1990) e Hate and Love Revisited (1991) e la possibilità di suonare in Italia e fuori da essa (gli ultimi due album furono infatti incisi negli Stati Uniti), nonché di collaborare con artisti come Willie Nile, Robert Gordon ed Elliott Murphy.
Dopo lo scioglimento della band nel 1991, collabora anche con The Gang, Marco Conidi ed Edoardo Bennato.
Ma la collaborazione che lo renderà noto al pubblico è quella con Luciano Ligabue: è il 1994 quando il rocker di Correggio lo chiama per un concerto ad Essen insieme ai Clan Destino, e lo conferma quando si trova a formare una nuova band dopo che la precedente ha intrapreso la carriera solista. Righetti viene scelto dal Liga, diventando così il bassista della Banda, trovandosi a suonare tra gli altri con Roberto Pellati e Mel Previte, vecchi amici con cui aveva condiviso l'esperienza dei Rocking Chairs e con cui porta avanti il side project Mel Previte & the Gangsters of Love. Con Ligabue Rigo incide gli album da Buon compleanno Elvis a Nome e cognome (compresi), prendendo parte alla maggior parte dei tour, compresi quelli acustici a teatro, dove oltre al basso elettrico in molti pezzi si cimenta al contrabbasso.
A dicembre 2020 Luciano Ligabue pubblica "7", album di inediti contenente 5 tracce suonate da Rigo.

### Carriera solista

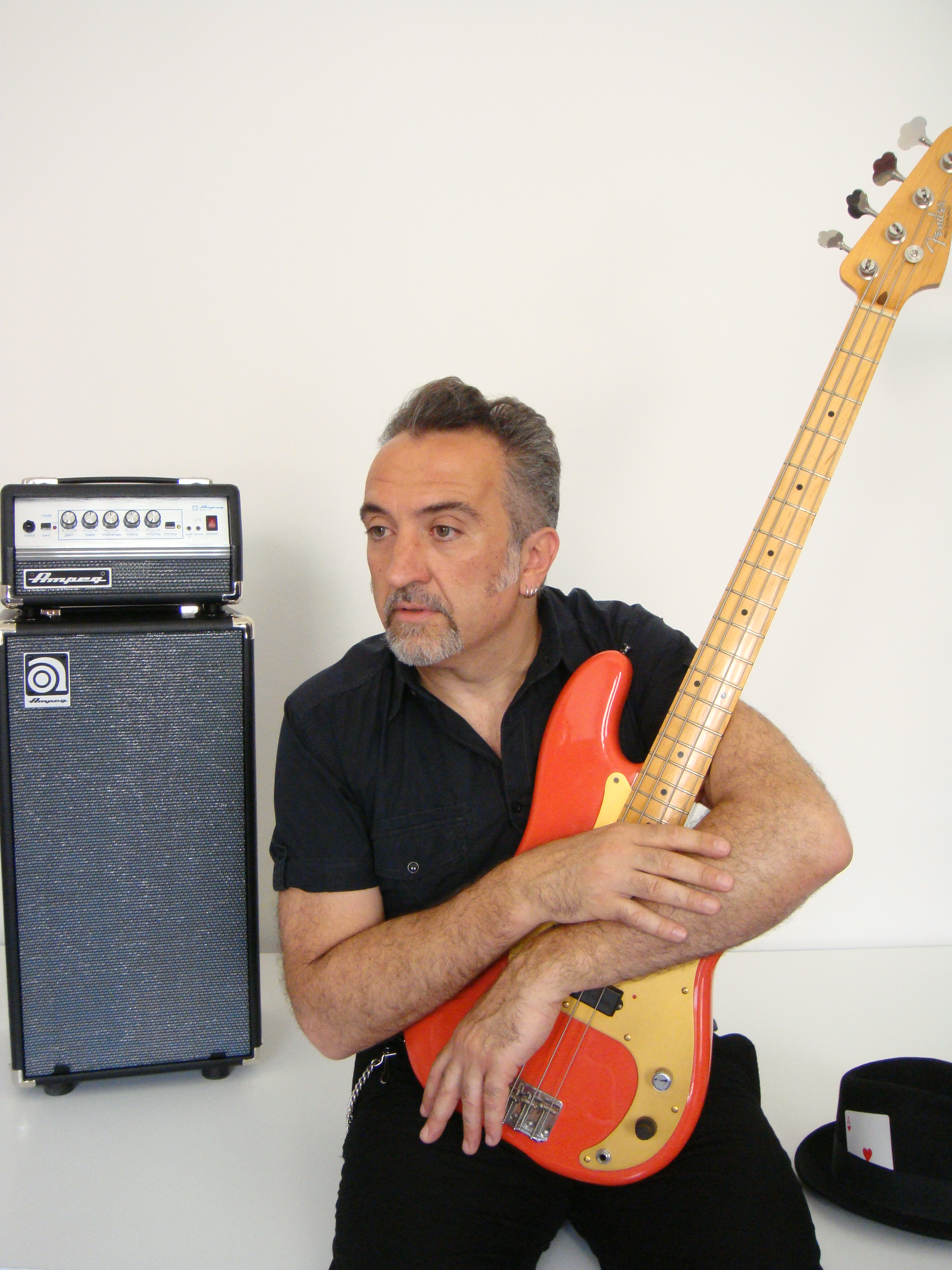
Rigo e il suo basso a maggio 2010

Nei primi anni del nuovo millennio, parallelamente all'attività con Luciano Ligabue, Righetti inizia a lavorare su un proprio album. Il risultato è Songs from a room vol. 1, mini album di 5 tracce (4 inediti più una cover) con testi in inglese che vede la luce nel 2005, dal sound roots americano. Nell'album oltre a cantare e a suonare il basso incide anche alcune parti di chitarra.
Nel 2007 ha iniziato la produzione del suo secondo lavoro da solista, mixato ai Sonic Ranch Studios di El Paso, Texas, da Fabrizio Simoncioni e uscito nel 2009 con il titolo Smiles & Troubles per Irma Records.
Nel 2009 pattecipa al tributo a Jimi Hendrix, ove suona il basso per Ulrich Roth e Richie Kotzen, e suona alla serata tributo a Bob Dylan tenuta assieme a Steve Wynn e Chris Cacavas all'Hana-Bi di Marina di Ravenna.
Nel settembre partecipa con una sua cover di 29 settembre alle celebrazioni del brano di Battisti e Mogol a Modena in Piazza Grande.
Nel novembre successivo al Premio Ciampi vince il riconoscimento intitolato a Stefano Ronzani con una sua versione di "È Natale il 24", esibendosi al Teatro Goldoni in una delle prime occasioni nelle quali si cimenta con l'italiano.
Nel 2010 Antonio raccoglie l'invito della Congregazione di San Geminiano e accetta la sfida di scrivere su commissione un brano dedicato al patrono della sua città, San Geminiano appunto; il brano viene pubblicato su minicd dall'etichetta Videoradio con il titolo San Geminiano 2010.
Nel 2011 Righetti pubblica per Videoradio/Raitrade l'album Profondo basso, composto da trovano undici composizioni strumentali  bass-oriented autografe, incise con la collaborazione, tra gli altri, di Federico Poggipollini, Mauro Pagani ed Edoardo Bennato.
Il 19 febbraio 2011 pubblica il suo primo libro, dal titolo Autoscatto in 4/4, per l'editore Damster; in allegato un CD live con 60 minuti di musica live registrata il 2 luglio del 2010. Il libro è una scatola ad incastro tra le parti autobiografiche e alcuni dei personaggi musicali che hanno segnato lo sviluppo della storia di Rigo, tra questi Joe Strummer, Bob Dylan, Tom Waits.
Il 16 luglio 2011, insieme a Luciano Ligabue e al resto della Banda, prende parte al concerto di Campovolo 2.0. Dall'evento viene estratto un album live, in cui La Banda incide anche la versione in studio dell'inedito Sotto bombardamento.
Nel 2011 inizia a collaborare con l'emittente radiofonica Radio Stella, curando la striscia quotidiana Stella Rock, dove racconta storie e aneddoti legati alla grande musica rock, soul e roots.
Nel marzo 2012 insieme ad Andrea Lepori, lancia la Rigo Records, etichetta discografica volta alla pubblicazione di musica di qualità che pubblica il nuovo lavoro, in italiano per la prima volta, Solo, cinque canzoni prodotte e registrate con Robby Pellati., Rigo suona e arrangia anche le parti di chitarra.
Nel 2012 entra inoltre nel gruppo che accompagna l'ex cantante dei Nomadi Danilo Sacco.
Collabora con l'attore Danio Manfredini alle musiche dello spettacolo Incisioni, con esibizioni al Teatro Paolo Pini di Milano e al Festival di Santarcangelo e alla Fortezza di Volterra.
Il 10 ottobre 2013 è la data scelta per pubblicare l'album Angeli e Demoni, 13 canzoni frutto della collaborazione di Rigo con l'autrice di testi Sara D, un disco che racconta un mondo di contrasti tra scelte quotidiane eppure fondamentali, tra generosità e meschinità. Gli Angeli e i Demoni del titolo sono anche un forte riferimento alle personalità rivoluzionarie di Johnny Cash, Bob Dylan, Elvis Presley e tutti quelli che hanno abbattuto a spallate muri fittizi.
Nel 2013, per festeggiare la pubblicazione dell'album, insieme a Robby Pellati e Francesco Pugnetti, prepara uno spettacolo ove propone il disco nella sua interezza e nello stesso ordine del cd, inframezzato da raccordi letterari in forma di reading.
Nel gennaio 2014 interrompe la sua collaborazione con Danilo Sacco per concentrarsi sui suoi progetti solistici, il mese dopo entra a far parte dei Lowlands coi quali registra l'album Love etc... Nello stesso anno avviene la reunion dei The Rocking Chairs, che, con Righetti al basso, intraprenderanno un tour in tutta Italia a partire dal dicembre 2014.

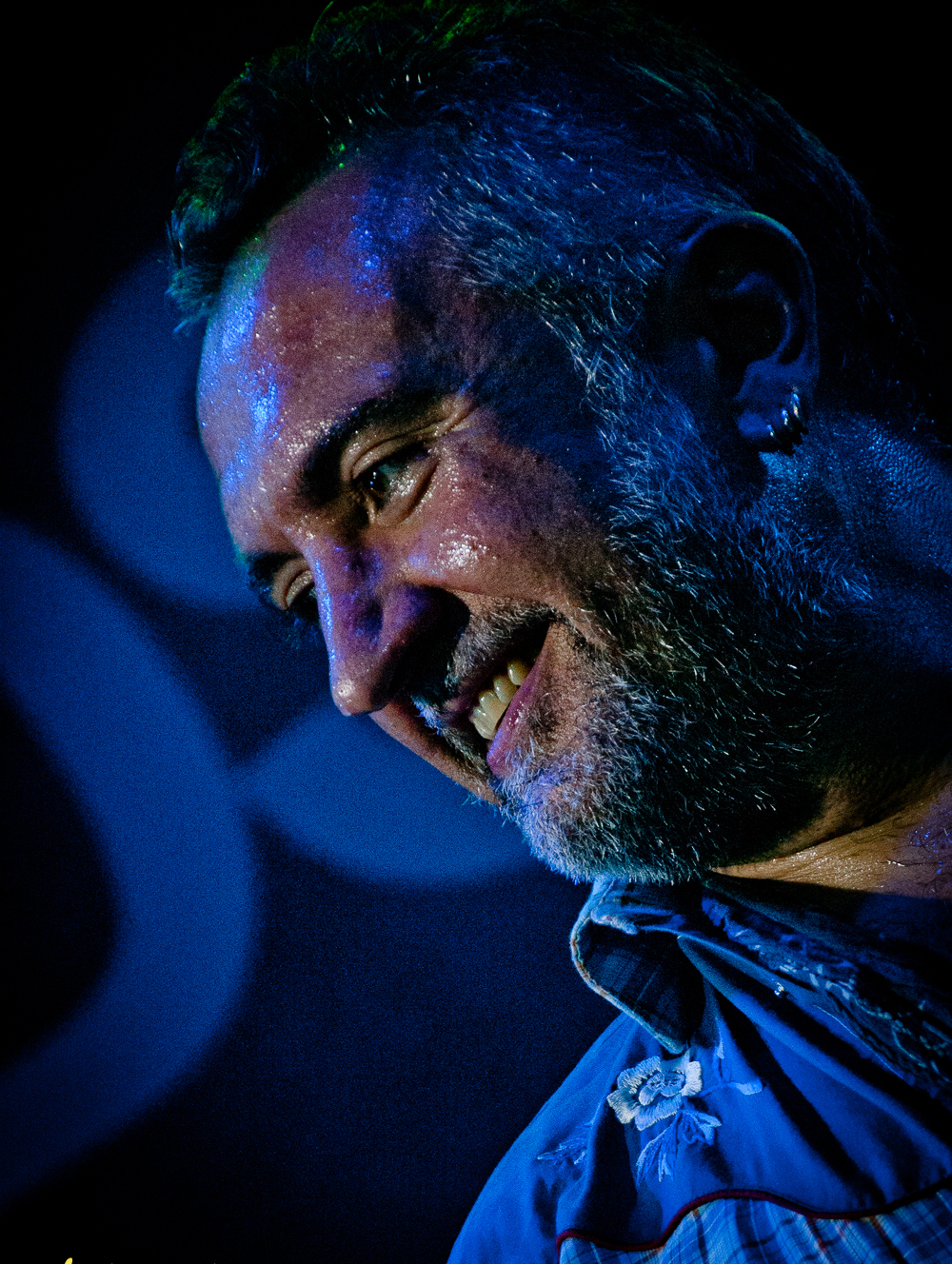
Rigo live al Crossroads di Roma, opening for Steve Lukather

Il 15 gennaio 2015 esce Rivoluzione e Sensi, I.R.D. Maremmano Records, frutto della collaborazione artistica tra l'autrice di testi Sara D. e Antonio Righetti.
Il 23 settembre 2015 sono rese disponibili cento copie numerate e firmate dall'artista e illustratore Stefano Ricci, che cura anche il progetto grafico della copertina, del Water Hole e.p., un brano originale, "Henry's Siege Mentality" e due covers ampiamente rivisitate di "Golden Brown" degli Stranglers e "Heroes" di David Bowie.
Il 23 gennaio 2016 viene pubblicato il cd Water Hole per la Rivertale Productions.
Le canzoni dell'album sono tutte composte da Rigo, registrate in sei ore ininterrotte nello studio The Garage di Civitella Val Di Chiana, assistiti da Fabrizio Simoncioni, Rigo alla chitarra acustica e voce, Robby Pellati alle percussioni e Franco "the place" Anderlini alle armoniche.
Nel luglio 2017, Rigo registra 8 brani nuovi a Ebbw Vale, in Galles, l'ingegnere del suono è Chris Peet, che suona anche la chitarra acustica e si occuperà di mixare e masterizzare il cd, alla batteria c'è Dave Harris.
Il nuovo album si chiama Cash Machine ed è pubblicato nell'ottobre 2017 da New Model Label, distribuzione Audioglobe con gli 8 brani registrati in Galles e 3 composizioni strumentali registrate con i fidati Robby Pellati alla batteria e Mel Previte alla chitarra.
Nel 2020 il brano "All My Soul", tratto dal disco "Cash Machine", viene scelto per aprire l'episodio 2 della serie de "L'Alligatore" intitolato "Il Corriere Colombiano" prodotto da Fandango per Rai 2.
Rigo, insieme con Robby Pellati alla batteria e Carlo De Bei alla chitarra, suona dal vivo la canzone. Nella puntata numero uno, un altro brano di Rigo, "Dangerous", tratto da "Water Hole", sonorizza una scena molto intensa che ritrae il protagonista, interpretato da Matteo Martari, in un incontro con la sua musa Greta, interpretata da Valeria Solarino.
Nel 2020 esce anche "7" di Luciano Ligabue, il basso elettrico di Rigo è presente in 5 dei 7 inediti selezionati da Ligabue e prodotti da Fabrizio Barbacci.
A novembre 2022 viene pubblicato da Senza Dubbi "S.I.N.E", acronimo che sta per "Sound It Never Ends", sei composizioni strumentali, basso-centriche, e un pezzo dal sapore hip-hop classico, creato su un concept di Rigo chiamato "Tutto Collegato/La Classe del '64". Il progetto nasce con la precisa volontà di affermare qualcosa di nuovo in ambito strumentale con al centro una particolare attenzione per il basso elettrico.
Novembre 2024 vede la pubblicazione di "Say...Watt?" per Radiocoop, un lavoro discografico che raccoglie nuove tracce strumentali dallo spirito funk e cinematiche.

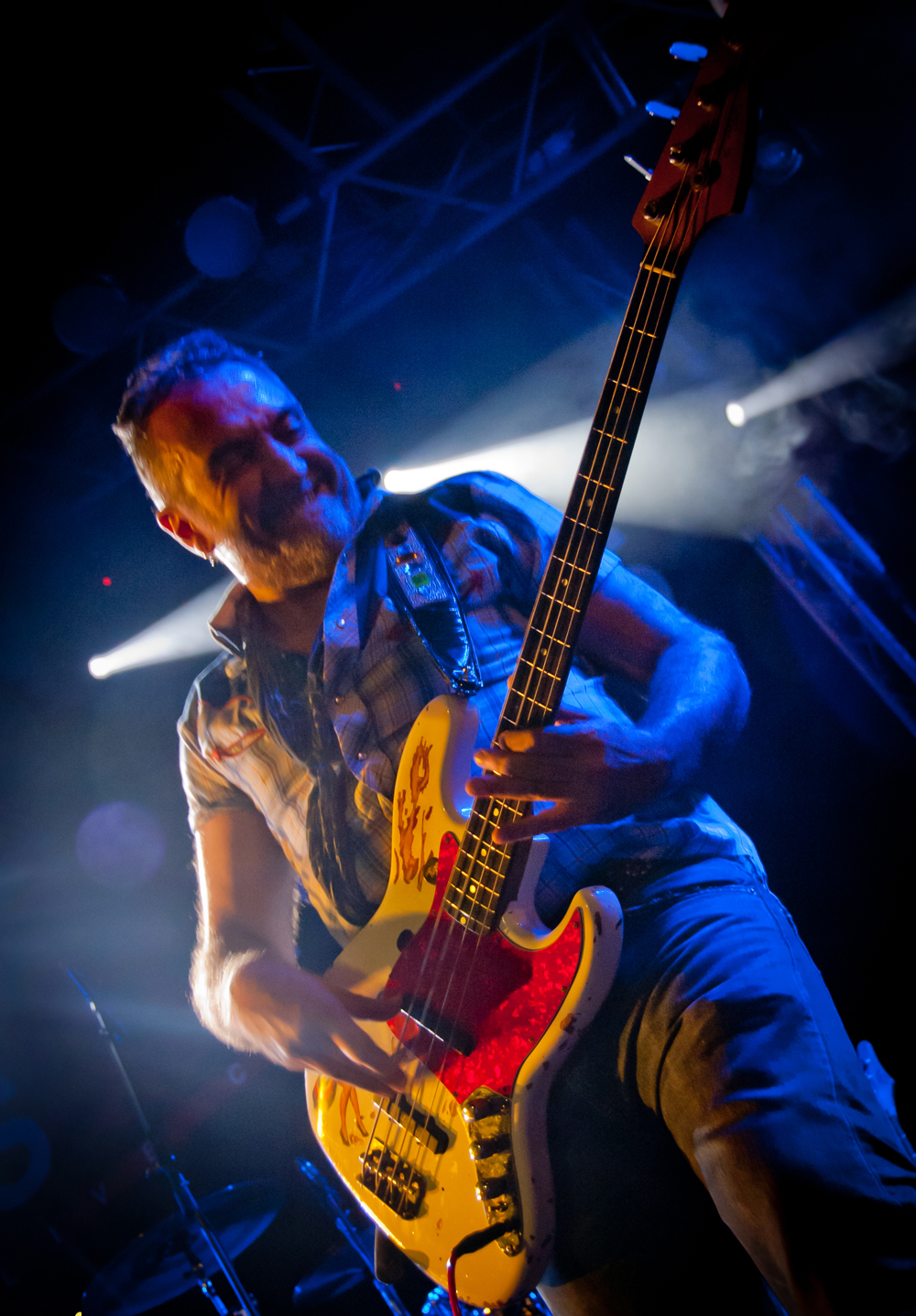
Rigo live con il suo "Ghost of Saturday Night Bass"

## Discografia solista
- Songs from a room vol. 1 - Ep (2005)
- Smiles & troubles (2009)
- San Geminiano 2010 minicd (2010)
- Live @ the Stones Café - allegato al libro Autoscatto in 4/4 (2011)
- Profondo basso (2011)
- Solo - EP (2012)
- Angeli e demoni (2013)
- Rivoluzione E Sensi (2015)
- Water Hole EP (2015)
- Water Hole (2016)
- Cash Machine (2017)
- S.I.N.E. (2022)
- "Say...Watt?" (2024)

## Musicisti
Fanno parte abitualmente della band di Antonio Rigo Righetti:
Roberto Pellati - batteria
Mel Previte -chitarra elettrica ed acustica

Musicisti e ospiti occasionali
- Frank Ricci - chitarra elettrica
- Tommy Graziani - batteria
- Marco Montanari - chitarra e cori
- Francesco Pugnetti - chitarra elettrica
- Danny Montgomery  - batteria
- Lucio Bruni  - pianoforte
- Ettore Grenci  - Hammond
- Carlo De Bei - chitarra acustica ed elettrica
- Franco "the place" Anderlini -armonica a bocca